# Agents of S.H.I.E.L.D.
Agenter fra S.H.I.E.L.D. (også kendt som Marvels Agents of SHIELD) er en amerikansk tv-serie skabt til ABC af Joss Whedon, Jed Whedon og Maurissa Tancharoen, baseret på Marvel Comics-organisation S.H.I.E.L.D. (Strategic Homeland Intervention, Enforcement and Logistics Division), et fiktivt fredsbevarende og spion-agentur i en verden befolket med superhelte og overnaturlige fænomener. Serien er produceret af ABC Studios, Marvel Television og Mutant Enemy.
En tv-pilot skrevet af Joss Whedon, Jed Whedon og Maurissa Tancharoen, og instrueret af Joss Whedon, fik grønt lys i slutningen af 2012 og blev filmet i begyndelsen af 2013.
I Danmark sendes serien mandag på kanal 5.
Serien blev fornyet for en tredje sæson den 7. maj 2015 og er planlagt til premiere den 29. september 2015 i USA.

## Handling
Agent Phil Coulson (Clark Gregg) har håndplukket et team af SHIELD-agenter til at håndtere mærkelige nye sager. Hvert enkelt tilfælde vil teste teamets evne til at samarbejde og opfindsomhed, når de forsøger at arbejde sammen i forsøget på at redde verden fra truende, overnaturlige begivenheder på Jorden.

## Rolleliste

### Hovedroller
- Clark Gregg i rollen som Agent Phil Coulson
- Ming-Na Wen i rollen som Agent Melinda May
- Brett Dalton i rollen som Agent Grant Ward
- Chloe Bennet i rollen som Agent Daisy Johnson, også kendt som Skye
- Iain De Caestecker i rollen som Agent Leo Fitz
- Elizabeth Henstridge i rollen som Agent Jemma Simmons

### Andre roller
- Cobie Smulders i rollen som Agent Maria Hill
- J. August Richards i rollen som Michael Peterson
- Ajani Wrighster i rollen som Ace Peterson
- Shannon Lucio i rollen som Debbie
- Ron Glass i rollen som Dr. Streiten
- Samuel L. Jackson i rollen som Nick Fury
- David Conrad i rollen som Ian Quinn
- Ian Hart i rollen som Franklin Hall
- Ruth Negga i rollen som Raina
- Cullen Douglas i rollen som Edison Po
- Saffron Burrows i rollen som Agent Victoria Hand

## Serieoversigt
| Sæson | Sæson | Episoder | Oprindeligt sendt  | Oprindeligt sendt |
| Sæson | Sæson | Episoder | Først sendt        | Sidst sendt       |
| ----- | ----- | -------- | ------------------ | ----------------- |
|       | 1     | 22       | 24. september 2013 | 13. maj 2014      |
|       | 2     | 22       | 23. september 2014 | 12. maj 2015      |
|       | 3     | 22       | 29. september 2015 | TBA               |